# Yakutopus
Yakutopus xerophilus és una espècie d'aranya araneomorfa de la subfamília Erigoninae, dins de la família Linyphiidae. És l'únic membre del gènere monotípic Yakutopus.
Fou descrit per primera vegada per Kiril Ieskov l'any 1990, Es pot trobar a la Rússia asiàtica.